# Alfanevada
Alfanevada es un Grupo de Desarrollo Rural de Andalucía (España). Se creó en 2006[cita requerida]. Agrupa a los municipios de las sierras del arco noreste de la Vega de Granada y noroeste de Sierra Nevada. Todos ellos tienen en común su carácter de pueblos de montaña, lo que les hace peculiares frente al resto de municipios de la Vega de Granada.
Un Grupo de Desarrollo Rural es una entidad que promueve el desarrollo económico del territorio en el que se implanta y la gestión de las ayudas de la Unión Europea. La sede de Alfanevada está en Beas de Granada.
La palabra Alfanevada es inventada, resultando de la unión de Alfaguara y Sierra Nevada (puesto que la comarca abarca desde el noroeste de Sierra Nevada hasta la Sierra de la Alfaguara).
Los municipios que la componen son los siguientes:
- Alfacar
- Beas de Granada
- Calicasas
- Cogollos Vega
- Dúdar
- Güéjar Sierra
- Güevéjar
- Huétor Santillán
- Nívar
- Pinos Genil
- Quéntar
- Víznar